# Maria Barbara Ledóchowska

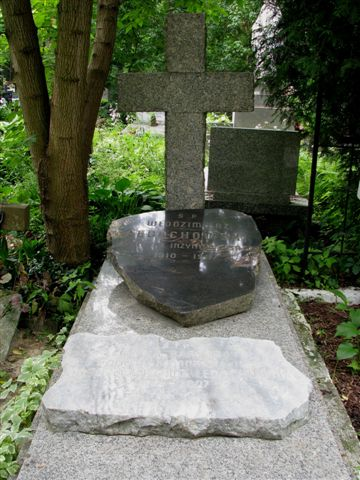
Nagrobek Barbary i Włodzimierza Ledóchowskich

Maria Barbara Ledóchowska z domu Morawska (ur. 30 czerwca 1921 w Poznaniu, zm. 7 czerwca 2007 w Konstancinie-Jeziornie) – polska działaczka na rzecz praw człowieka.

## Życiorys
Urodziła się jako córka pisarza i dyplomaty oraz późniejszego ambasadora RP przy rządzie Wolnej Francji w Algierze, Kajetana Dzierżykraj-Morawskiego i Marii z Turnów. Siostra Macieja Morawskiego, Hieronima Morawskiego i Magdaleny Morawskiej. Pod koniec 1939 opuściła Polskę, docierając do znajdującego się na Zachodzie ojca.
10 lutego 1946 poślubiła w Paryżu polskiego pisarza, inżyniera i żołnierza Włodzimierza Ledóchowskiego (ur. 2 kwietnia 1910, zm. 24 października 1987), bratanka Matki Urszuli Ledóchowskiej. Mieli dwóch przybranych (zaadoptowanych) synów – Anglików.
W latach pobytu na emigracji ukończyła wyższe studia ekonomiczne na London School of Economics. Następnie osiadła wraz z rodziną w Republice Południowej Afryki, gdzie zajęła się działalnością na rzecz praw człowieka, szczególnie czarnoskórych uciśniętych i dyskryminowanych w ramach polityki apartheidu. Była założycielką organizacji „Using Spoken and Written English” (USWE; „Odbudowa Mowy i Pisowni Angielskiej”), współpracowała z bp. Desmondem Tutu. Za swoją działalność wybrana przez dziennik „The Star” – „Kobietą roku” i uznana „cichą bohaterką”. W 1999 wyróżniona nagrodą im. Brata Alberta.
Pod koniec życia powróciła do Polski, mieszkała w Konstancinie-Jeziornie. Pochowana 22 czerwca 2007 obok męża na cmentarzu w Podkowie Leśnej.